# Населення Казахстану
Населення Казахстану. Чисельність населення країни 2015 року становила 18,157 млн осіб (61-ше місце у світі). Чисельність казахстанців стабільно збільшується, народжуваність 2015 року становила 19,15 ‰ (91-ше місце у світі), смертність — 8,21 ‰ (86-те місце у світі), природний приріст — 1,14 % (107-ме місце у світі) . 

## Природний рух

### Відтворення
Народжуваність у Казахстані, станом на 2015 рік, дорівнює 19,15 ‰ (91-ше місце у світі). Коефіцієнт потенційної народжуваності 2015 року становив 2,31 дитини на одну жінку (92-ге місце у світі). Рівень застосування контрацепції 51 % (станом на 2010 рік). Середній вік матері при народженні першої дитини становив 25 років (оцінка на 2011 рік).
Смертність у Казахстані 2015 року становила 8,21 ‰ (86-те місце у світі). Займає у 2017 році 4 позицію у світі за кількістю самогубств
Природний приріст населення в країні 2015 року становив 1,14 % (107-ме місце у світі).

### Вікова структура

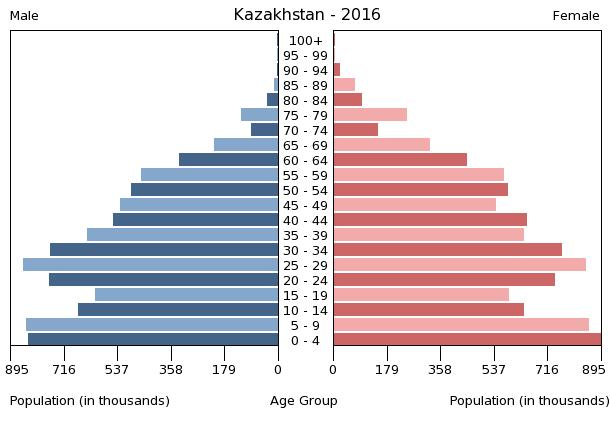
Віково-статева піраміда населення Казахстану, 2016 рік

Середній вік населення Казахстану становить 30,3 року (113-те місце у світі): для чоловіків — 29, для жінок — 31,6 року. Очікувана середня тривалість життя 2015 року становила 70,55 року (152-ге місце у світі), для чоловіків — 65,3 року, для жінок — 75,46 року.
Вікова структура населення Казахстану, станом на 2015 рік, виглядає таким чином:
- діти віком до 14 років — 25,41 % (2 294 513 чоловіків, 2 319 233 жінки);
- молодь віком 15—24 роки — 15,33 % (1 417 344 чоловіка, 1 366 655 жінок);
- дорослі віком 25—54 роки — 42,59 % (3 768 418 чоловіків, 3 965 188 жінок);
- особи передпохилого віку (55—64 роки) — 9,49 % (753 011 чоловіків, 970 569 жінок);
- особи похилого віку (65 років і старіші) — 7,17 % (448 857 чоловіків, 853 334 жінки)[1].

### Шлюбність— розлучуваність
Коефіцієнт шлюбності, тобто кількість шлюбів на 1 тис. осіб за календарний рік, дорівнює 8,6 ; коефіцієнт розлучуваності — 2,3; індекс розлучуваності, тобто відношення шлюбів до розлучень за календарний рік — 27. Середній вік, коли чоловіки беруть перший шлюб дорівнює 26,9 року, жінки — 24,3 року, загалом — 25,6 року (дані за 2010 рік).

## Розселення
Розміщення населення дуже нерівномірне. Густота населення країни 2015 року становила 6,5 особи/км² (225-те місце у світі). Найбільш густо заселена південна передгірська смуга, де в оазах поливного землеробства густота сягає подекуди більше 100 осіб/км². Порівняно висока густота і на півночі, у чорноземній лісостеповій і степовій землеробській смузі — до 20 і більше осіб/км². Висока густота населення спостерігається в ряді промислових вузлів і районів. Разом з цим, величезні простори пустель і напівпустель дуже слабко заселені. У західній, центральній і південній частинах середня густота становить 1,4—1,8 осіб/км².

### Урбанізація
Казахстан високоурбанізована країна. Рівень урбанізованості становить 53,2 % населення країни (станом на 2015 рік), темпи зростання частки міського населення — 0,86 % (оцінка тренду за 2010—2015 роки).
Головні міста держави: Алмати — 1,523 млн осіб, Астана (столиця) — 759,0 тис. осіб (дані за 2015 рік).
Активна індустріалізація економіки Казахстану 1950—1970-х років сприяла розвитку міст і збільшенню частки міського населення (до 52 %). Вже 1970 року налічувалось 16 міст з населенням понад 100 тис. осіб, у тому числі два міста — Алмати і Караганда — понад 500 тис. мешканців (776 і 541 тис. осіб). Великі центри індустрії виникли в районах Центрального Казахстану — Караганда, Темиртау (179 тис. жит.), Балхаш (78 тис.), Джезказган (68 тис.), у Північному Казахстані — Рудний (101 тис.), Єрмак, Аркалик; у Південному Казахстані — Каратау, Кентау, Текелі. Збільшилась чисельність населення і в старих містах: Алматі, Чимкенті (265 тис.), Семипалатинську (251 тис.), Усть-Каменогорську (241 тис.), Павлодарі (208 тис.), Джамбулі (205 тис.), Актюбінську (159 тис. жит.).
Урбанізація населення Казахстану за переписами
| Рік перепису | міське населення (%) | сільське населення (%) |
| ------------ | -------------------- | ---------------------- |
| 1939         | 28                   | 72                     |
| 1959         | 44                   | 56                     |
| 1970         | 50                   | 50                     |
| 1979         | 54                   | 46                     |
| 1989         | 57                   | 43                     |
| 1999         | 57                   | 43                     |
| 2009         | 54                   | 46                     |

Найбільша частка міського населення в промислово-розвинутих областях: Східноказахстанській, Джезказганській, Карагандинській, Мангишлакській. У той же час у Тургайській, Кокчетавській областях, де природні умови сприятливі для сільського господарства, у містах живе тільки приблизно 1/3 населення.
Понад 2/3 населення Алматинської, 63 % Південно-Казахстанської і 62 % Північно-Казахстанської областей проживають у сільській місцевості. Сільське населення становить меншість у Кизилординській (39,5 %), Східноказахстанській (41,2 %), Атирауській (41,8 %) і Актюбінській (43,8 %) областях. З 7684 сіл республіки тільки 344 (4,3 % їхньої загальної кількості) є великими, у кожному з них мешкає в середньому від 3 до 5 тис. жителів. На ці села припадає майже третина сільського населення, або 2010,7 тис. осіб. У той же час у 2084 малих селах (26 %), з чисельністю населення до 200 осіб, проживає 3,2 % всіх селян, або 211,3 тис. осіб.

### Міграції
Річний рівень імміграції 2015 року становив 0,41 ‰ (73-тє місце у світі). Цей показник не враховує різниці між законними і незаконними мігрантами, між біженцями, трудовими мігрантами та іншими.

#### Біженці й вимушені переселенці
У країні мешкає 7,9 тис. осіб без громадянства.
Казахстан є членом Міжнародної організації з міграції (IOM).

## Расово-етнічний склад
| Етнічний склад (2021 рік) | Етнічний склад (2021 рік) | Етнічний склад (2021 рік) | Етнічний склад (2021 рік) | Етнічний склад (2021 рік) |
| ------------------------- | ------------------------- | ------------------------- | ------------------------- | ------------------------- |
| Етнос:                    |                           |                           | Відсоток:                 |                           |
| казахи                    | казахи                    |                           | 70.4%                     | 70.4%                     |
| росіяни                   | росіяни                   |                           | 15.5%                     | 15.5%                     |
| узбеки                    | узбеки                    |                           | 3.2%                      | 3.2%                      |
| українці                  | українці                  |                           | 2.0%                      | 2.0%                      |
| уйгури                    | уйгури                    |                           | 1.5%                      | 1.5%                      |
| татари                    | татари                    |                           | 1.1%                      | 1.1%                      |
| німці                     | німці                     |                           | 1.2%                      | 1.2%                      |
| інші                      | інші                      |                           | 5.1%                      | 5.1%                      |

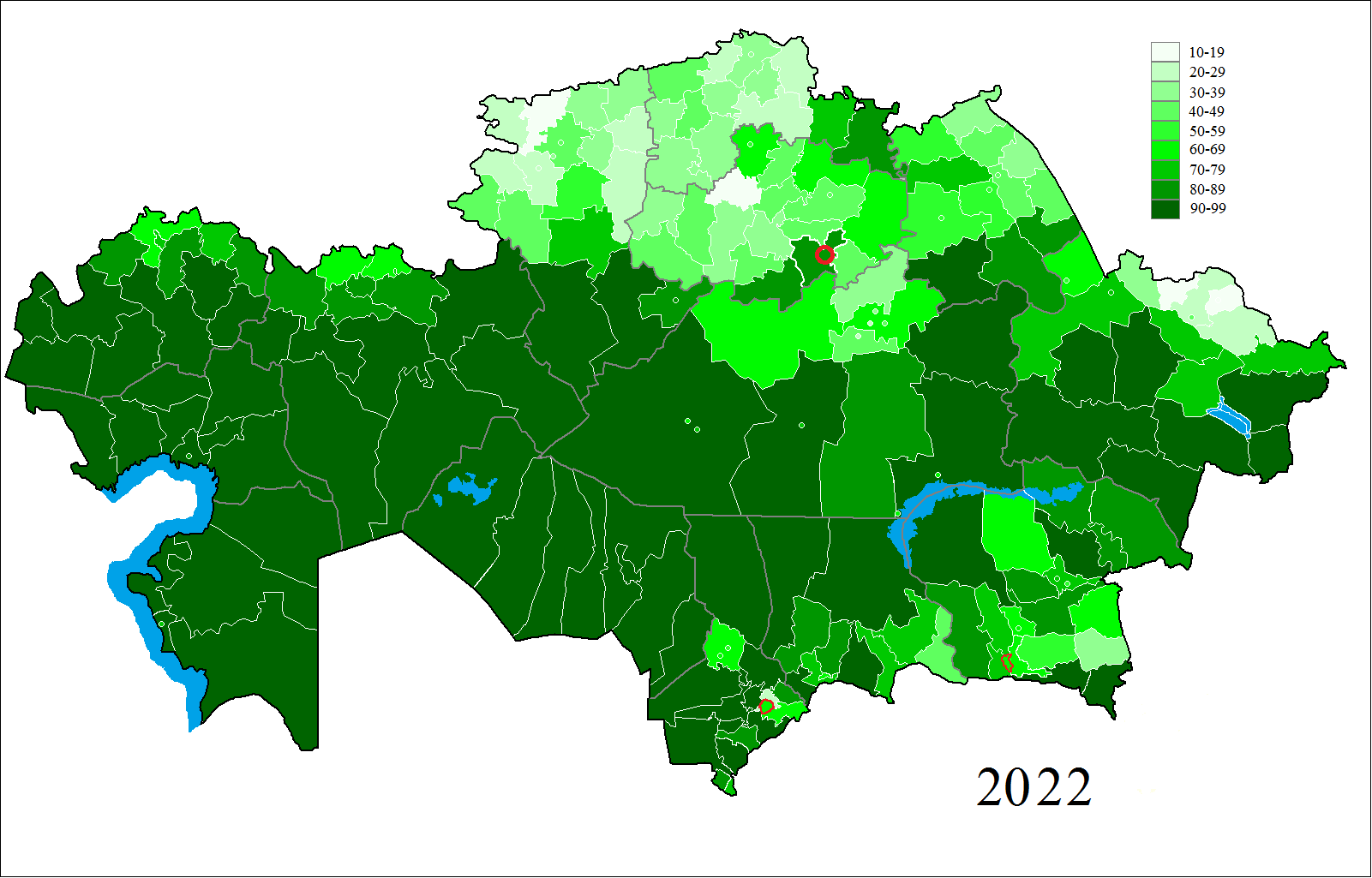
Відсоток казахів на початок 2022 року
10.0 - 19.9 %
20.0 - 29.9 %
30.0 - 39.9 %
40.0 - 49.9 %
50.0 - 59.9 %
60.0 - 69.9 %
70.0 - 79.9 %
80.0 - 89.9 %
понад 90.0 %

Головні етноси країни: казахи — 70,4 %, росіяни — 15,5 %, узбеки — 3,2 %, українці — 2,0 %, уйгури — 1,5 %, татари — 1,1 %, німці — 1,2 %, інші — 5,1 % населення . Переселення слов'ян, німців, татар, чеченців та корейців у Казахстан в різні періоди XIX—ХХ століть і довільне проведення кордонів республік за радянських часів призвели до того, що казахи в загальній чисельності населення республіки становили меншість (у 1980-х — 38-39 %).
У Північному Казахстані більшість становлять росіяни, у Східному Казахстані, Семиріччі та Західному Казахстані компактно проживають російські козаки, які виділяються своєрідною культурою і життєвим устроєм. У республіці проживають представники понад 100 національностей. Для представників національних діаспор та малих народів, за пропозицією Назарбаєва, щороку виділяється 10 % квота для вступу у вищі та середні навчальні заклади республіки.
Діє державна програма «Нурлы Кош» — програма повернення до Казахстану етнічних казахів з інших країн.
Національний склад населення регіонів за переписом 2009 року
| Регіон                | казахи | росіяни | узбеки | українці | уйгури | татари | німці | корейці | турки |
| --------------------- | ------ | ------- | ------ | -------- | ------ | ------ | ----- | ------- | ----- |
| Акмолинська           | 47,3   | 35,8    | 0,1    | 5,2      | 0,0    | 1,9    | 3,5   | 0,2     | 0,0   |
| Актюбінська           | 79,4   | 13,6    | 0,1    | 3,4      | 0,0    | 1,3    | 0,7   | 0,2     | 0,0   |
| Алмати                | 53,0   | 33,2    | 0,5    | 0,9      | 5,2    | 1,5    | 0,4   | 1,8     | 0,4   |
| Алматинська           | 67,7   | 16,9    | 0,2    | 0,4      | 8,0    | 0,7    | 0,5   | 0,9     | 2,0   |
| Астана                | 69,4   | 19,9    | 1,2    | 2,1      | 0,1    | 1,5    | 1,1   | 0,7     | 0,4   |
| Атирауська            | 91,1   | 6,6     | 0,2    | 0,2      | 0,0    | 0,5    | 0,1   | 0,6     | 0,0   |
| Жамбильська           | 71,4   | 12,0    | 2,4    | 0,5      | 0,2    | 0,9    | 0,4   | 1,0     | 2,9   |
| Західно-Казахстанська | 72,2   | 22,7    | 0,1    | 1,9      | 0,0    | 1,4    | 0,2   | 0,1     | 0,0   |
| Карагандинська        | 46,4   | 39,5    | 0,3    | 3,7      | 0,0    | 2,4    | 2,4   | 1,0     | 0,0   |
| Кизилординська        | 95,3   | 2,4     | 0,2    | 0,1      | 0,0    | 0,3    | 0,0   | 1,2     | 0,2   |
| Костанайська          | 37,1   | 43,0    | 0,1    | 9,6      | 0,0    | 1,9    | 3,2   | 0,4     | 0,0   |
| Мангістауська         | 88,3   | 8,2     | 0,3    | 0,5      | 0,0    | 0,3    | 0,1   | 0,2     | 0,0   |
| Павлодарська          | 47,6   | 38,8    | 0,1    | 5,4      | 0,0    | 1,9    | 2,8   | 0,1     | 0,0   |
| Туркестанська         | 72,3   | 5,5     | 16,3   | 0,2      | 0,1    | 0,8    | 0,1   | 0,4     | 0,9   |
| Північноказахстанська | 33,3   | 50,4    | 0,1    | 5,0      | 0,0    | 2,2    | 3,5   | 0,1     | 0,0   |
| Східноказахстанська   | 56,0   | 40,2    | 0,1    | 0,5      | 0,1    | 1,3    | 1,0   | 0,1     | 0,0   |
| Загалом               | 63,1   | 23,7    | 2,9    | 2,1      | 1,4    | 1,3    | 1,1   | 0,6     | 0,6   |

Національний склад населення регіонів, станом на 2020 рік
| Регіон                | загалом  | казахи   | росіяни | узбеки | українці | уйгури | татари | німці  | турки  | корейці | азербай джанці | дунґани | білоруси | таджики | курди | чеченці | поляки | башкири | інші   |
| --------------------- | -------- | -------- | ------- | ------ | -------- | ------ | ------ | ------ | ------ | ------- | -------------- | ------- | -------- | ------- | ----- | ------- | ------ | ------- | ------ |
| Акмолинська           | 736735   | 381885   | 239825  | 1523   | 31145    | 226    | 13034  | 25679  | 178    | 1377    | 2154           | 281     | 9612     | 422     | 669   | 3335    | 7553   | 1887    | 15950  |
| Актюбінська           | 881651   | 734619   | 97200   | 1453   | 20984    | 140    | 9092   | 5638   | 113    | 1436    | 1248           | 11      | 1112     | 140     | 6     | 1304    | 202    | 809     | 6144   |
| Алматинська           | 2055724  | 1486739  | 269660  | 5264   | 3401     | 159110 | 12284  | 8502   | 37834  | 14723   | 17750          | 1238    | 492      | 938     | 15219 | 5872    | 992    | 302     | 15404  |
| Атирауська            | 645280   | 598334   | 33168   | 1654   | 732      | 140    | 2301   | 468    | 361    | 3173    | 550            | 30      | 211      | 47      | 16    | 176     | 31     | 68      | 3820   |
| Жамбильська           | 1130099  | 822867   | 108536  | 28721  | 2483     | 2876   | 8718   | 4276   | 34665  | 8459    | 12873          | 59732   | 356      | 752     | 15595 | 2218    | 85     | 339     | 16548  |
| Західно-Казахстанська | 656844   | 504635   | 123865  | 711    | 8953     | 90     | 8379   | 1240   | 45     | 935     | 1698           | 77      | 1756     | 97      | 1     | 623     | 112    | 425     | 3202   |
| Карагандинська        | 1376882  | 720875   | 482841  | 4626   | 39080    | 663    | 30412  | 31446  | 481    | 12924   | 4980           | 517     | 10549    | 1653    | 418   | 5561    | 3396   | 3844    | 22616  |
| Костанайська          | 868549   | 357638   | 353609  | 1366   | 70189    | 220    | 15782  | 26897  | 255    | 3901    | 4049           | 23      | 12585    | 745     | 44    | 1974    | 1367   | 3760    | 14145  |
| Кизилординська        | 803531   | 774054   | 14496   | 1581   | 239      | 156    | 1512   | 139    | 1638   | 7345    | 258            | 4       | 69       | 123     | 10    | 791     | 11     | 162     | 943    |
| Мангістауська         | 698796   | 637461   | 36385   | 2562   | 1762     | 116    | 1638   | 265    | 127    | 846     | 6265           | 52      | 182      | 85      | 10    | 706     | 56     | 139     | 10130  |
| Павлодарська          | 752169   | 399150   | 262619  | 1465   | 31407    | 209    | 13863  | 19981  | 121    | 1071    | 2205           | 35      | 4201     | 380     | 66    | 1825    | 859    | 1276    | 11436  |
| Північноказахстанська | 548755   | 193670   | 270806  | 726    | 22257    | 142    | 11906  | 19502  | 247    | 443     | 1990           | 139     | 5268     | 1099    | 440   | 624     | 11096  | 673     | 7727   |
| Східноказахстанська   | 1369597  | 836506   | 486978  | 1514   | 3491     | 937    | 15942  | 12566  | 215    | 1384    | 1717           | 228     | 1021     | 490     | 50    | 1649    | 182    | 300     | 4427   |
| Туркестанська         | 2016037  | 1531716  | 34968   | 344937 | 785      | 2355   | 7817   | 1275   | 16638  | 2057    | 18707          | 2       | 100      | 37640   | 6696  | 966     | 7      | 339     | 9032   |
| Астана                | 1136156  | 906391   | 139443  | 10906  | 14311    | 1450   | 12313  | 9403   | 3239   | 7048    | 4084           | 1040    | 4072     | 1000    | 567   | 1415    | 2711   | 1271    | 15492  |
| Алмати                | 1916822  | 1177815  | 465982  | 12432  | 10213    | 103830 | 25090  | 7621   | 9837   | 34705   | 13944          | 10984   | 1552     | 3669    | 4120  | 2989    | 953    | 669     | 30417  |
| Шимкент               | 1038152  | 700466   | 92544   | 183696 | 2530     | 1849   | 10462  | 1209   | 7427   | 6724    | 18075          | 16      | 302      | 832     | 3226  | 1479    | 115    | 411     | 6789   |
| Казахстан             | 18631779 | 12764821 | 3512925 | 605137 | 263962   | 274509 | 200545 | 176107 | 113421 | 108551  | 112547         | 74409   | 53440    | 50121   | 47153 | 33507   | 29728  | 16674   | 194222 |

### Асамблея народів Казахстану
Для вирішення питань щодо здійснення конституційних прав представників кожного народу, що проживає у Казахстані, щодо користування рідною мовою та культурою, 1995 року була створена Асамблея народів Казахстану, головою було обрано президента Республіки Казахстан Нурсулатана Назарбаєва.
Виконанням усіх прийнятих рішень займається постійно діючий орган при президентові Республіки Казахстан — секретаріат Асамблеї і заступник голови Асамблеї. Малі асамблеї в обласних центрах, очолювані акимами (главами адміністрацій), займаються питаннями міжнаціональних відносин, що порушуються культурними національними центрами на місцях, зокрема, відродженням культури і мови, виданням газет, розподілом ефірного часу на телебаченні і радіо, вирішенням побутових, соціальних та інших проблем.
14-16 листопада 2002 року відбулася 9-а сесія Асамблеї народів Казахстану, на якій прийнято рішення про створення постійно діючої Наради, яка повинна виробляти пропозиції щодо демократизації і розвитку громадянського розвитку. До складу Наради повинні увійти депутати парламенту, члени уряду, а також представники будь-яких політичних партій та неурядових організацій.
В рамках Наради вестиметься активний діалог про шляхи подальшого розвитку країни, її економіки, політичної системи на основі збереження політичної стабільності і забезпечення безпеки Казахстану і його громадян.

### Українська діаспора
У республіці проживають більше 300 тис. українців. У столиці країни — Астані — під патронатом посольства України працює українська гімназія.

## Мови
| Мови Казахстану (2021 рік) | Мови Казахстану (2021 рік) | Мови Казахстану (2021 рік) | Мови Казахстану (2021 рік) | Мови Казахстану (2021 рік) |
| -------------------------- | -------------------------- | -------------------------- | -------------------------- | -------------------------- |
| Мова:                      |                            |                            | Відсоток:                  |                            |
| казахська                  | казахська                  |                            | 80.1%                      | 80.1%                      |
| російська                  | російська                  |                            | 83.7%                      | 83.7%                      |

Офіційні мови: казахська — володіє 80,1 % населення країни, російська — 83,7 %. До розпаду СРСР російська мова фактично була основною державною мовою. У 1991 ухвалено закон, яким російській і казахській мовам було надано статус державних, але російська залишилася провідною в галузі освіти, державних і громадських установах. У конституціях 1993 і 1995 років казахську мову було проголошено єдиною державною, а російській було надано статус мови національного спілкування. У Казахстані видається 11 національних газет, функціонує 44 телестудії, що віщають 12 мовами, 18 радіостанцій — 6 мовами. Викладання у школах ведеться 7 мовами.

## Релігії
| Релігії в Казахстані (2021 рік) | Релігії в Казахстані (2021 рік) | Релігії в Казахстані (2021 рік) | Релігії в Казахстані (2021 рік) | Релігії в Казахстані (2021 рік) |
| ------------------------------- | ------------------------------- | ------------------------------- | ------------------------------- | ------------------------------- |
| Віросповідання:                 |                                 |                                 | Відсоток:                       |                                 |
| мусульмани                      | мусульмани                      |                                 | 69.3%                           | 69.3%                           |
| християни                       | християни                       |                                 | 17.2%                           | 17.2%                           |
| інші                            | інші                            |                                 | 0.2%                            | 0.2%                            |
| атеїсти                         | атеїсти                         |                                 | 2.3%                            | 2.3%                            |
| відмовились відповісти          | відмовились відповісти          |                                 | 11.0%                           | 11.0%                           |

Головні релігії й вірування, які сповідує, і конфесії та церковні організації, до яких відносить себе населення країни: іслам — 69,3 %, християнство — 17,2 %, інші — 0,2 %, атеїсти — 2,3 %, відмовились відповісти — 11,0 % (станом на 2021 рік).
Казахи традиційно є прихильниками ісламу, а росіяни сповідують православ'я. У Радянському Союзі релігійна діяльність була суворо обмежена. Після проголошення незалежності як мусульмани, так і християни доклали значних зусиль для збільшення числа своїх прибічників. Туреччина, Саудівська Аравія і ряд інших країн надали кошти для розвитку мусульманства і будівництва мечетей, а казахські студенти отримали можливість навчатися за кордоном, у тому числі в мусульманських навчальних закладах. Однак порівняно з іншими центральноазійськими державами вплив ісламу в Казахстані залишається слабким. Виняток становлять південні райони країни, зокрема Шимкент.
Релігійний склад населення у розрізі національностей (%, 2021)
| Національність | мусульмани | християни | інші  | не релігійні | не вказали |
| -------------- | ---------- | --------- | ----- | ------------ | ---------- |
| казахи         | 89,21      | 0,34      | 0,12  | 1,08         | 9,25       |
| росіяни        | 1,96       | 85,52     | 0,31  | 4,73         | 7,48       |
| узбеки         | 77,76      | 0,15      | 0,04  | 1,65         | 20,40      |
| українці       | 2,44       | 78,34     | 0,29  | 6,00         | 12,93      |
| уйгури         | 71,87      | 0,21      | 0,09  | 4,46         | 23,37      |
| німці          | 2,82       | 77,30     | 0,44  | 6,20         | 13,24      |
| татари         | 53,03      | 24,09     | 0,41  | 6,38         | 16,09      |
| азербайджанці  | 67,00      | 0,73      | 0,09  | 4,85         | 27,33      |
| корейці        | 18,72      | 35,75     | 11,38 | 16,44        | 17,71      |

## Освіта
Рівень письменності 2015 року становив 99,8 % дорослого населення (віком від 15 років): 99,8 % — серед чоловіків, 99,8 % — серед жінок.
Державні витрати на освіту становлять 3,1 % ВВП країни, станом на 2009 рік (138-ме місце у світі). Середня тривалість освіти становить 15 років, для хлопців — до 15 років, для дівчат — до 15 років (станом на 2015 рік).

## Охорона здоров'я
Забезпеченість лікарями в країні на рівні 3,62 лікаря на 1000 мешканців (станом на 2013 рік). Забезпеченість лікарняними ліжками в стаціонарах — 7,2 ліжка на 1000 мешканців (станом на 2012 рік). Загальні витрати на охорону здоров'я 2014 року становили 4,4 % ВВП країни (157-ме місце у світі).
Смертність немовлят до 1 року, станом на 2015 рік, становила 20,92 ‰ (84-те місце у світі); хлопчиків — 23,63 ‰, дівчаток — 18,39 ‰. Рівень материнської смертності 2015 року становив 12 випадків на 100 тис. народжень (107-ме місце у світі).
Казахстан входить до складу ряду міжнародних організацій: Міжнародного руху (ICRM) і Міжнародної федерації товариств Червоного Хреста і Червоного Півмісяця (IFRCS), Дитячого фонду ООН (UNISEF), Всесвітньої організації охорони здоров'я (WHO).

### Захворювання
2014 року було зареєстровано 20,3 тис. хворих на СНІД (78-ме місце у світі), це 0,19 % населення в репродуктивному віці 15—49 років (98-ме місце у світі). Смертність 2014 року від цієї хвороби становила приблизно 500 осіб (87-ме місце у світі).
Частка дорослого населення з високим індексом маси тіла 2014 року становила 23,5 % (74-те місце у світі); частка дітей віком до 5 років зі зниженою масою тіла становила 3,7 % (оцінка на 2011 рік). Ця статистика показує як власне стан харчування, так і наявну/гіпотетичну поширеність різних захворювань.

### Санітарія
Доступ до облаштованих джерел питної води 2015 року мало 99,4 % населення в містах і 85,6 % в сільській місцевості; загалом 92,9 % населення країни. Відсоток забезпеченості населення доступом до облаштованого водовідведення (каналізація, септик): в містах — 97 %, в сільській місцевості — 98,1 %, загалом по країні — 97,5 % (станом на 2015 рік). Споживання прісної води, станом на 2010 рік, дорівнює 21,14 км³ на рік, або 1,304 тонни на одного мешканця на рік: з яких 4 % припадає на побутові, 30 % — на промислові, 66 % — на сільськогосподарські потреби.

## Соціально-економічне становище
Співвідношення осіб, що в економічному плані залежать від інших, до осіб працездатного віку (15—64 роки) загалом становить 50,3 % (станом на 2015 рік): частка дітей — 40,1 %; частка осіб похилого віку — 10,1 %, або 9,9 потенційно працездатного на 1 пенсіонера. Загалом дані показники характеризують рівень затребуваності державної допомоги в секторах освіти, охорони здоров'я і пенсійного забезпечення, відповідно. За межею бідності 2011 року перебувало 5,3 % населення країни. Розподіл доходів домогосподарств в країні виглядає таким чином: нижній дециль — 3,9 %, верхній дециль — 23,7 % (станом на 2011 рік).
Станом на 2016 рік, уся країна була електрифікована, усе населення країни мало доступ до електромереж. Рівень проникнення інтернет-технологій високий. Станом на липень 2015 року в країні налічувалось 13,23 млн унікальних інтернет-користувачів (45-те місце у світі), що становило 72,9 % загальної кількості населення країни.

### Трудові ресурси
Загальні трудові ресурси 2015 року становили 8,965 млн осіб (55-те місце у світі). Зайнятість економічно активного населення у господарстві країни розподіляється таким чином: аграрне, лісове і рибне господарства — 25,8 %; промисловість і будівництво — 11,9 %; сфера послуг — 62,3 % (2012). 59,25 тис. дітей у віці від 5 до 14 років (2 % загальної кількості) 2006 року були залучені до дитячої праці. Безробіття 2015 року дорівнювало 5 % працездатного населення, 2014 року — 5 % (52-ге місце у світі); серед молоді у віці 15-24 років ця частка становила 3,9 %, серед юнаків — 3,6 %, серед дівчат — 4,3 % (128-ме місце у світі).

## Кримінал

### Наркотики

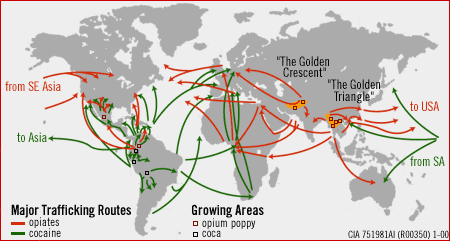
Світові маршрути наркотрафіку

Значний виробник марихуани на ринки країн СНД, незначне виробництво опійного маку й ефедри (ефедрин); значне споживання опіатів; транзитна країна для наркотрафіку південно-західноазійських наркотиків, що прямують до Російської Федерації і Європи.

### Торгівля людьми
Згідно зі щорічною доповіддю про торгівлю людьми (англ. Trafficking in Persons Report) Управління з моніторингу та боротьби з торгівлею людьми Державного департаменту США, уряд Казахстану докладає значних зусиль в боротьбі з явищем примусової праці, сексуальної експлуатації, незаконною торгівлею внутрішніми органами, але законодавство відповідає мінімальним вимогам американського закону 2000 року щодо захисту жертв (англ. Trafficking Victims Protection Act’s) не в повній мірі, країна знаходиться у списку другого рівня.

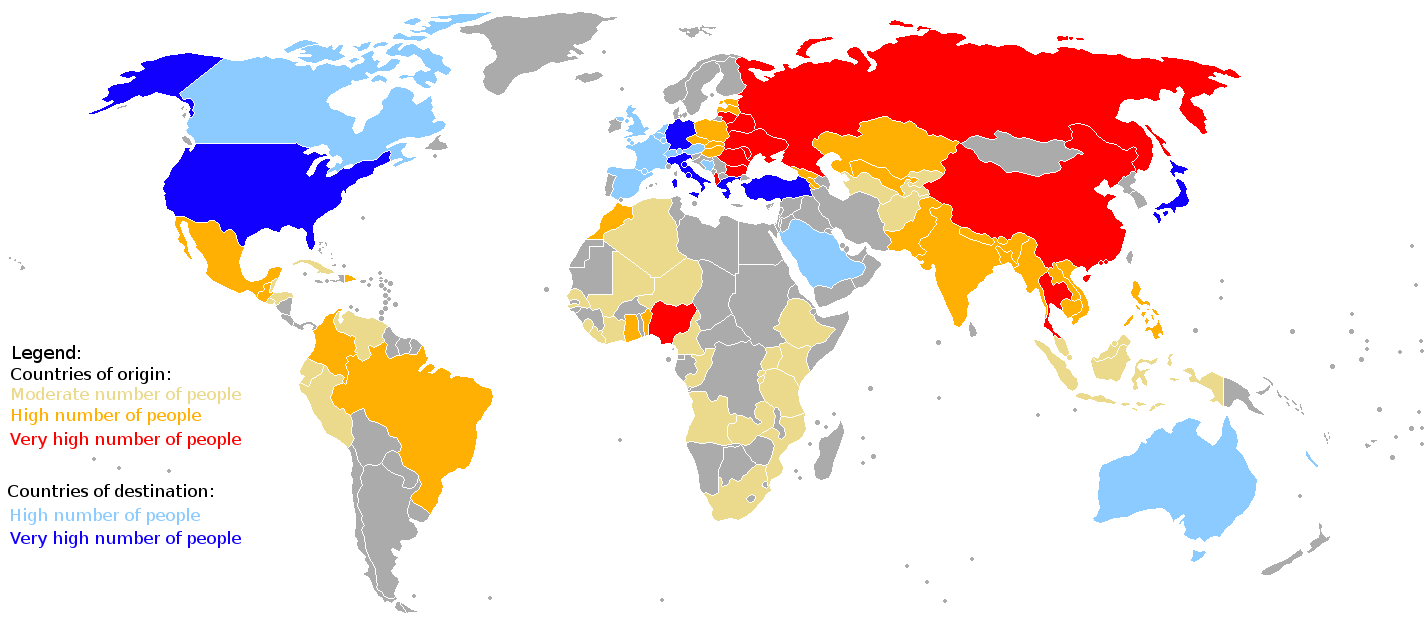
Країни-донори (червоний) і країни-реципієнти кримінальних потоків  (англ.)
Глобальна боротьба з торгівлею людьми (англ.)

## Гендерний стан
Статеве співвідношення (оцінка 2015 року):
- при народженні — 0,94 особи чоловічої статі на 1 особу жіночої;
- у віці до 14 років — 0,99 особи чоловічої статі на 1 особу жіночої;
- у віці 15-24 років — 1,04 особи чоловічої статі на 1 особу жіночої;
- у віці 25-54 років — 0,95 особи чоловічої статі на 1 особу жіночої;
- у віці 55-64 років — 0,78 особи чоловічої статі на 1 особу жіночої;
- у віці старше за 64 роки — 0,53 особи чоловічої статі на 1 особу жіночої;
- загалом — 0,92 особи чоловічої статі на 1 особу жіночої[1].

Кількість чоловіків порівняно з 1989 роком знизилася на 8,2 %, жінок на 7,2 %. Чисельність жіночого населення продовжує переважати над чоловічим. При цьому частка чоловічого населення знижується. Так, якщо в 1989 чоловіки становили 48,4 %, то в 1999 — 48,2 %. Якщо загалом по країні 1989 року на 1000 жінок припадало 939 чоловіків, то 1999 року вже тільки 929. Частка жіночого населення перевищує 52 % у Карагандинській, Східноказахстанській, Павлодарській і Кустанайській областях, 53 % — в Астані.

## Демографічні дослідження
Демографічні дослідження в країні ведуться рядом державних і наукових установ:

### Українською
- Атлас. 10-11 клас. Економічна і соціальна географія світу / упорядники :  О. Я. Скуратович, Н. І. Чанцева. — К. : ДНВП «Картографія», 2010. — ISBN 978-966-475-639-3.
- Атлас світу / голов. ред. І. С. Руденко ; зав. ред. В. В. Радченко ; відп. ред. О. В. Вакуленко. — К. : ДНВП «Картографія», 2005. — 336 с. — ISBN 9666315467.
- Безуглий В. В. Економічна і соціальна географія зарубіжних країн : Навчальний посібник. — К. : ВЦ «Академія», 2007. — 704 с. — ISBN 978-966-580-239-6.
- Безуглий В. В., Козинець С. В. Регіональна економічна і соціальна географія світу : Навчальний посібник. — видання 2-ге, доп., перероб. — К. : ВЦ «Академія», 2007. — 688 с. — ISBN 966-580-144-9.
- Головченко В. І., Кравчук О. Країнознавство: Азія, Африка, Латинська Америка, Австралія і Океанія. — К., 2006. — 335 с. — ISBN 966-8939-04-2.
- Гудзеляк І. І. Географія населення: Навчальний посібник / І. Гудзеляк. — Л. : Видавничий центр ЛНУ імені Івана Франка, 2008. — 232 с. — ISBN 978-966-613-599-8.
- Дахно І. І. Країни світу: Енциклопедичний довідник / І. І. Дахно, С. М. Тимофієв. — К. : Мапа, 2011. — 606 с. — (Бібліотека нового українця) — ISBN 978-966-8804-23-6.
- Дахно І. І. Економічна географія зарубіжних країн : навчальний посібник. — К. : Центр учбової літератури, 2014. — 319 с. — ISBN 978-611-01-0682-5.
- Джаман В. О. Регіональні системи розселення: демографічні аспекти. — Чернівці : Рута, 2003. — 392 с. — ISBN 9665685988.
- Дорошенко Л. С. Демографія: Навчальний посібник. — К. : МАУП, 2005. — 112 с. — ISBN 966-608-442-2.
- Дубович І. А. Країнознавчий словник-довідник. — 5-те вид., перероб. і доп. — К. : Знання, 2008. — 839 с. — ISBN 978-966-346-330-8.
- Економічна і соціальна географія країн світу. Навчальний посібник / За ред. Кузика С. П. — Л. : Світ, 2002. — 672 с. — ISBN 966-603-178-7.
- Загальна медична географія світу / В. О. Шевченко [та ін.] — К. : [б.в.], 1998. — 178 с.
- Ігнатьєв П. М. Країнознавство: Країни Азії. — Ч. : Книги-XXI, 2004. — 383 с. — ISBN 966-8029-53-4.
- Книш М. М., Мамчур О. І. Регіональна економічна і соціальна географія світу (Латинська Америка та Карибські країни, Африка, Азія, Океанія) : навч. посіб. — Л. : ЛНУ ім. Івана Франка, 2013. — 368 с. — ISBN 978-617-10-0007-0.
- Крисаченко В. С. Динаміка населення: Популяційні, етнічні та глобальні виміри. — К. : Видавництво Національного інституту стратегічних досліджень, 2005. — 368 с. — ISBN 966-554-083-1.
- Любіцева О. О., Мезенцев К. В., Павлов С. В. Географія релігій. — К. : АртЕК, 1999. — 504 с. — ISBN 966-505-006-0.
- Масляк П. О. Країнознавство. — К. : Знання, 2007. — 292 с. — (Вища освіта XXI століття)
- Масляк П. О., Дахно І. І. Економічна і соціальна географія світу / П. О. Масляк, І. І. Дахно ; за ред. П. О. Масляка. — К. : Вежа, 2003. — 280 с. — ISBN 966-7091-53-8.

### Російською
- (рос.) Казахстан // Демографический энциклопедический словарь / главн. ред. Валентей Д. И. — М. : Советская энциклопедия, 1985. — 608 с.
- (рос.) Казахстан // Страны и народы. Советский Союз. Республики Закавказья. Республики Средней Азии. Казахстан / Редкол. : Т. А. Жданко (отв. ред., ред.-сост.) и др. — М. : «Мысль», 1984. — 382 с. — (Страны и народы) — 180 тис. прим.
- (рос.) Атлас народов мира / Отв. ред. С. И. Брук и В. С. Апенченко. — М. : ГУГК ГГК СССР и Институт этнографии им. Н. Н. Миклухо-Маклая АН СССР, 1964. — 185 с. — 20 тис. прим.
- (рос.) Численность и расселение народов мира. Этнографические очерки / под ред. С. И. Брука. — М. : Издательство АН СССР, 1962. — 487 с.
- (рос.) Лаппо Г. М. География городов: Учебное пособие для географических факультетов вузов. — М. : Туманит, изд. центр ВЛАДОС, 1997. — 476 с. — ISBN 5-691-00047-0.
- (рос.) Ягельский А. География населения. — М. : Прогресс, 1980. — 383 с.